# Stellaria altimontana
Stellaria altimontana är en nejlikväxtart som beskrevs av N.S. Pavlova. Stellaria altimontana ingår i släktet stjärnblommor, och familjen nejlikväxter. Inga underarter finns listade i Catalogue of Life.